# Heretabilitat
L'heretabilitat (H²) és un estadístic descriptiu utilitzat en estudis genètics per conèixer la proporció de variància fenotípica d'una població que és deguda a la variació genètica d'aquesta. (Feldman and Lewontin, 1975)
També es denomina heretabilitat en sentit ampli i, en altres paraules, representa la proporció de la variància total que és deguda a factors genètics.
H²=Vg/(Vg+Va)
Aquesta variància genètica es pot descompondre en: variància genètica additiva (Va), variància genètica no-additiva (Vd) i variància genètica epistàtica (Vi).
Per tant, tenint en compte això: Vg= Va+Vd+Vi
L'heretabilitat en sentit estricte es representa com h² i fa referència a la proporció de variància del genotip que passa a la descendència.Aquesta variància només es deu a factors genètics additius i es dona com un percentatge o decimal que s'ha de trobar entre 0 i 1.
L'heretabilitat és important, ja que determina amb quin ritme es modifica la mida poblacional i com evoluciona la població, en resposta a la selecció natural o selecció artificial i permet controlar les mutacions de generació en generació. (Gallardo-Pujol i Pueyo, 2013).

## Història
Des de temps anteriors, la ciència que es preocupa del coneixement de les propietats biològiques que es transmeten de pares a fills s'anomena genètica. Mitjançant l'experimentació i l'estudi, els genètics han establert certes regles que caracteritzen la transmissió de l'herència biològica. També estudien els mecanismes de la transmissió de l'herència.
Els genètics es preocupen de descobrir de quina forma la informació genètica, transmesa de generació en generació, es tradueix en diferents característiques que defineixen els semblants i les diferències entre els éssers vius.
Al principi del desenvolupament de la genètica, els investigadors es van adonar que els sistemes genètics havien d'entendre’s en relació amb els ambients dels organismes; per tant, els estudis de l'herència biològica inclouen un examen dels ambients biològics.
Els precursors de la heretabilitat van ser tant Mendel, amb els seus estudis dels pèsols, com Francis Galton i els estudis de bessons. Mendel i Galton va ser dos científics que van marcar un pas important en l'heretabilitat, ja que el primer va ser capaç d'interpretar els seus resultats de forma que va definir els principis de la herència, cosa que altres investigadors no van saber fer. (SRB, A.,et al, 1974)

## Metodologia
La conducta està influenciada tant pels gens com per l'ambient. Per aquest motiu hi ha diferents estudis que permeten separar gens i ambient i saber la proporció en la que la genètica influeix sobre la conducta:
→ ESTUDIS DE BESSONS: Els bessons dizigòtics comparteixen el 50% dels seus gens, tenen una correlació de 0.5 i els monozigòtics comparteixen el 100%, per tant una correlació de 1 en els seus factors genètics. En els dos casos quan els bessons són del mateix sexe.
El model ACE assumeix que tota la variància genètica és additiva i que no hi ha interacció entre factors variables i ambientals. Permet determinar la contribució relativa entre ambient i gens d'un determinat tret.
El model psicomètric s'utilitza quan hi han variables que no són observables i cal afegir-ne de noves.
Tots dos models tenen certes limitacions. (Silventoinen, 2009)
→ ESTUDIS DE FAMILIES: en aquests estudis es compara un tret determinat entre subjectes relacionats biològicament. Per exemple, pares i fills tenen una correlació de 0.5 pels efectes genètics.
Si el tret és qualitatiu, serà més freqüent quan més estreta sigui la relació entre els parents. Si el tret és quantitatiu, la semblança entre els trets serà més gran quant més estreta sigui la relació biològica.
Els estudis familiars són útils per entendre la relació genètica de les malalties, fer estudis d'alt riscs i conèixer el tipus d'herència mitjançant pedigrís.
→ ESTUDIS D'ADOPCIONS: en aquests estudis, les variables genètiques i ambientals poden ser separades pel procés d'adopció, el principal avantatge és que permeten l'anàlisi de la interacció entre gens i ambient al comparar fills que viuen amb pares biològics i d'altres que viuen amb els pares adoptius.
Hi han 3 dissenys dins d'aquests estudis:
-Mètode de l'estudi d'adoptats: Podem obtenir informació sobre la importància dels factors ambientals comparant persones amb els pares adoptius afectats i els biològics no afectats amb persones que no tenen afectats ni els pares biològics ni els adoptius
-Mètode de les famílies dels adoptats: es comparen familiars dels adoptats afectats amb els familiars dels adoptats no afectats.
-Mètode criança creuada o cross-fostering: es comparen tres grups entre si.
1. Fills de pares biològics afectats i pares adoptius no afectats.
2. Fills de pares biològics no afectats i pares adoptius afectats.
3. Fills de pares biològics i adoptius no afectats.

→ ANÀLISI D'EXTREMS: Es fan servir els valors dels casos en els extrems i els dels seus familiars, l'anàlisi de les dades es fa mitjançant l'anàlisi de la regressió, que serveix per determinar la relació entre variables.
→ CARTOGRAFIA DE QTL I ESTUDIS DE LLIGAMENT: Comparen fragments concrets de l'ADN.
Característiques tan complexes com el comportament estan influenciades per múltiples gens d'efectes molt petits. Cadascun d'aquests gens amb efecte relativament petit s'anomena QTL.
En les cartografies de QTLs es poden analitzar parts concretes del genoma o el genoma sencer.
→ ESTUDIS D'ASSOCIACIÓ: Es comparen diferents poblacions i estudien si una determinada mutació o variant del marcador es veu incrementada o disminuïda en la població d'objecte d'estudi.
(Martí and Dabara, 2006)

## Aplicacions
Hi ha diverses aplicacions de la heretabilitat en la vida de les persones.
Segons l'article Role of Genotype in the Cycle of Violence in Maltreated Children de l'any 2002, es va fer un estudi amb nens des de la seva infantesa, fins a l'edat adulta, per tal de determinar perquè alguns nens que eren maltractats, quan eren grans desenvolupaven un comportament antisocial i alguns no. El gen responsable és el gen MAOA, que moderava els efectes del maltractament. Aquest gen està localitzat en el cromosoma X i la seva deficiència està relacionada amb l'agressió. Els nens maltractats amb un alts nivells de MAOA tenien menys tendència a desenvolupar una conducta antisocial. Això explicaria perquè hi ha víctimes de maltractament que quan creixen no maltracten a altres. Per això es conclou que els genotips poden moderar la sensibilitat dels nens.
Tot i això també hi ha altres factors que influiran en aquesta predisposició a ser maltractador, com per exemple, quan més petits siguin els nens maltractats més tendència tindran a desenvolupar aquests problemes.
El maltractament també incrementa el risc de criminalitat posterior al 50%. 
El camp del comportament anormal és un camp d'estudi clàssic i amplíssim. Hi ha una gran variabilitat dels efectes genètics en funció de la patologia o comportament anormal que estiguem estudiant. Segons el llibre de David Gallardo-Pujol i Antonio Andrés Pueyo, pel comportament antisocial, la gran majoria d'estudis ofereixen estimacions de l'heretabilitat del 50%, el pes ambient compartit un 20% i l'ambient específic 30%.
En el cas de la personalitat i intel·ligència, els paràmetres no són estàtics, canvien amb l'edat. Ja que les influències genètiques augmenten amb l'edat i per contra, les influències ambientals disminueixen. Part de la causa que una persona desenvolupi un comportament antisocial està en la interacció entre factors genètics i ambientals. És un fenomen anomenat transmissió intergeneracional de la violència, fa que la violència es transmeti de generació en generació. Però tot i que hi hagi un component hereditari, el genotip determinarà si farà ús freqüent d'aquesta violència o no.
El cas de la depressió també es pot explicar en gran part gràcies a la heretabilitat. Aquesta depèn del gen 5-HTT i la seva interacció amb el nombre d'esdeveniments traumàtics. Si porten al·lel curt (s), tindran més possibilitats de patir depressió que una persona que és portadora de l'al·lel llarg (l). 
S'ha comprovat que l'al·lel curt del gen transportador de la serotonina, incrementa els trets temperamentals relacionats amb l'ansietat i també la reactivitat de l'amígdala, el que comporta un elevat risc de depressió clínica. En aquest cas, es va demostrar una reducció del volum de substància grisa, en els portadors de l'al·lel curt a les regions límbiques, crític per al processament de l'emoció negativa. (Pezawas, L. 2005)
Els efectes dels gens en la intel·ligència, la personalitat o el comportament anormal són insolubles dels efectes ambientals.

## Relació gens-ambient
El nostre comportament no només depèn dels gens sinó també de l'ambient. Com ja deia Donald Hebb: “ discutir sobre la importància dels factors hereditaris o ambientals en la determinació del comportament té el mateix sentit que discutir sobre la importància que tenen l'amplada i l'alçada en la determinació de l'àrea d'un rectangle, ja que ambdós components són necessaris i suficients”.
La interacció genotip-ambient fa referència a la forma en què els gens i l'ambient afecten al fenotip conjuntament. Un mateix gen pot manifestar-se de formes diferents sota la influència d'ambients distints, o bé al·lels diferents d'un gen poden moderar la influència d'un mateix ambient.
Pel que fa a la correlació entre gens i ambient, aquesta fa referència a que un individu amb un determinat genotip tendeix a desenvolupar-se en aquells ambients que siguin propensos a afavorir l'expressió d'aquest genotip. Distingim tres tipus de correlacions:
1. Correlació passiva: l'ambient on es desenvolupa un individu afavoreix l'expressió del seu genotip. Ni el comportament ni el genotip determinen l'ambient on aquest es troba.
2. Correlació activa: la propensió genètica de l'individu provoca que cerqui l'ambient que afavoreix l'expressió d'aquests gens
3. Correlació evocativa: s'estableix una relació evocada entre els factors genètics i ambientals. La pròpia expressió del genotip provoca situacions que afavoreixen l'aparició de factors ambientals propicis al desenvolupament dels gens.

Els gens, l'ambient i la interacció entre ambdós s'expressa segons la següent equació:
G x E = (σ²A + σ²D + σ²I) x (σ²C + σ²E)

### Interacció genètica-ambient en malalties mentals

#### Esquizofrènia
Aquest trastorn mental presenta grans influències a nivell biològic, però acostuma a ser l'estrès ambiental el que desencadena l'aparició d'aquest, depenent de la vulnerabilitat de la persona. Des d'una perspectiva biològica, podem fer estudis amb famílies i amb bessons per veure la influència dels factors genètics en la malaltia. Els estudis amb famílies i bessons han posat de manifest que l'esquizofrènia té un component hereditari important, amb una heretabilitat entre el 60 - 80%.
Degut a l'elevada càrrega genètica que sembla mostrar aquest trastorn, s'ha realitzat molta recerca durant aquests últims anys per identificar el gen de l'esquizofrènia, i la conclusió a la que s'ha arribat és que és una malaltia poligènica, amb múltiples gens, que condicionen o augmenten el risc de patir-la, mitjançant mecanismes molt complexes d'interacció entre ells i amb l'ambient. Els estudis epidemiològics han corroborat l'existència de diferents factors de risc d'origen ambiental implicats en l'etiologia de l'esquizofrènia.
Tots ells es podrien dividir en dos grups: factors ambientals que predisposen a la malaltia, majoritàriament prenatals o perinatals, i factors precipitants de la malaltia, que actuarien en períodes posteriors o durant l'edat adulta.

#### Trastorn bipolar
A part de la predisposició genètica a patir el trastorn bipolar, hi ha altres factors ambientals que poden desencadenar la seva aparició; situacions estressants viscudes a la infantesa (com abusos o desatenció en els primers anys de vida), consum d'alcohol i altres substàncies, juntament amb esdeveniments emocionalment rellevants que poden passar al llarg de la vida, poden ser factors clau per l'aparició d'aquest trastorn.
Els estudis amb famílies han demostrat que els familiars més directes (pares, fills i germans) de persones amb trastorn bipolar, són unes 6-10 vegades més propensos a patir un trastorn bipolar o trastorns depressius, en comparació amb la població general. També, les taxes de concordança entre bessons monozigòtics oscil·len entre el 50 i el 100% en els últims estudis; per tant, això evidencia que aquest trastorn té un component genètic important.
L'esquizofrènia i el trastorn bipolar compartirien un percentatge elevat de gens (quasi el 50%) que predisposen a patir aquests trastorns. (Lichtenstein P, et al., 2009). És important remarcar que una proporció de factors ambientals de risc també és compartida, encara que no arribaria al 10%, observant doncs que és major la proporció de factors ambientals de risc propis.